# Rudolf Christian Böttger

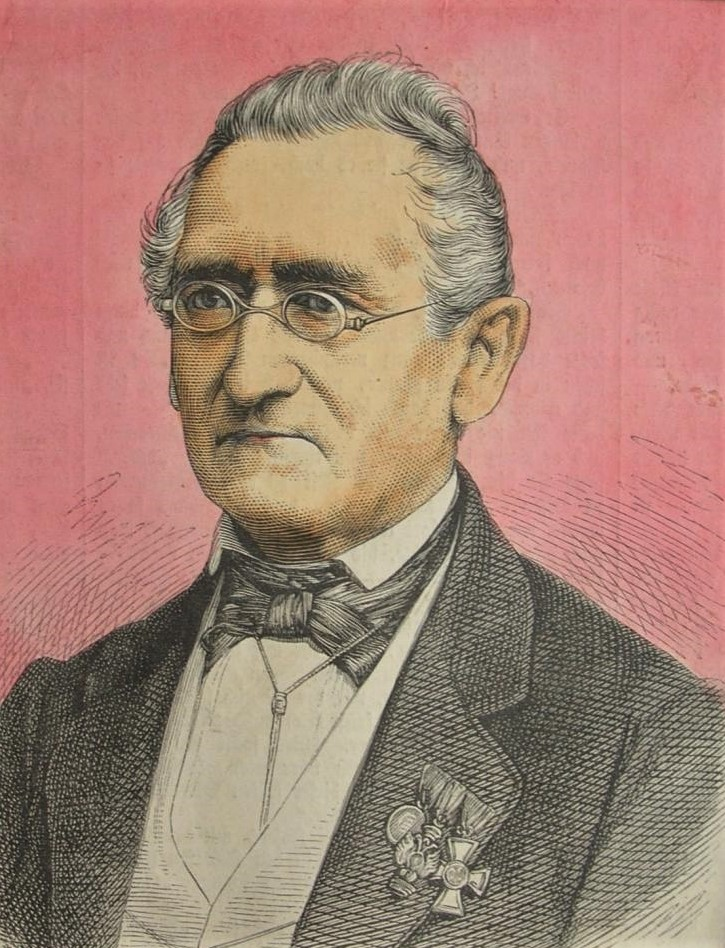
Rudolf Christian Böttger

Rudolf Christian Böttger (Schreibweise des Familiennamens wurde später in Boettger geändert; * 28. April 1806 in Aschersleben; † 29. April 1881 in Frankfurt am Main) war ein deutscher Chemiker und Physiker.

## Leben

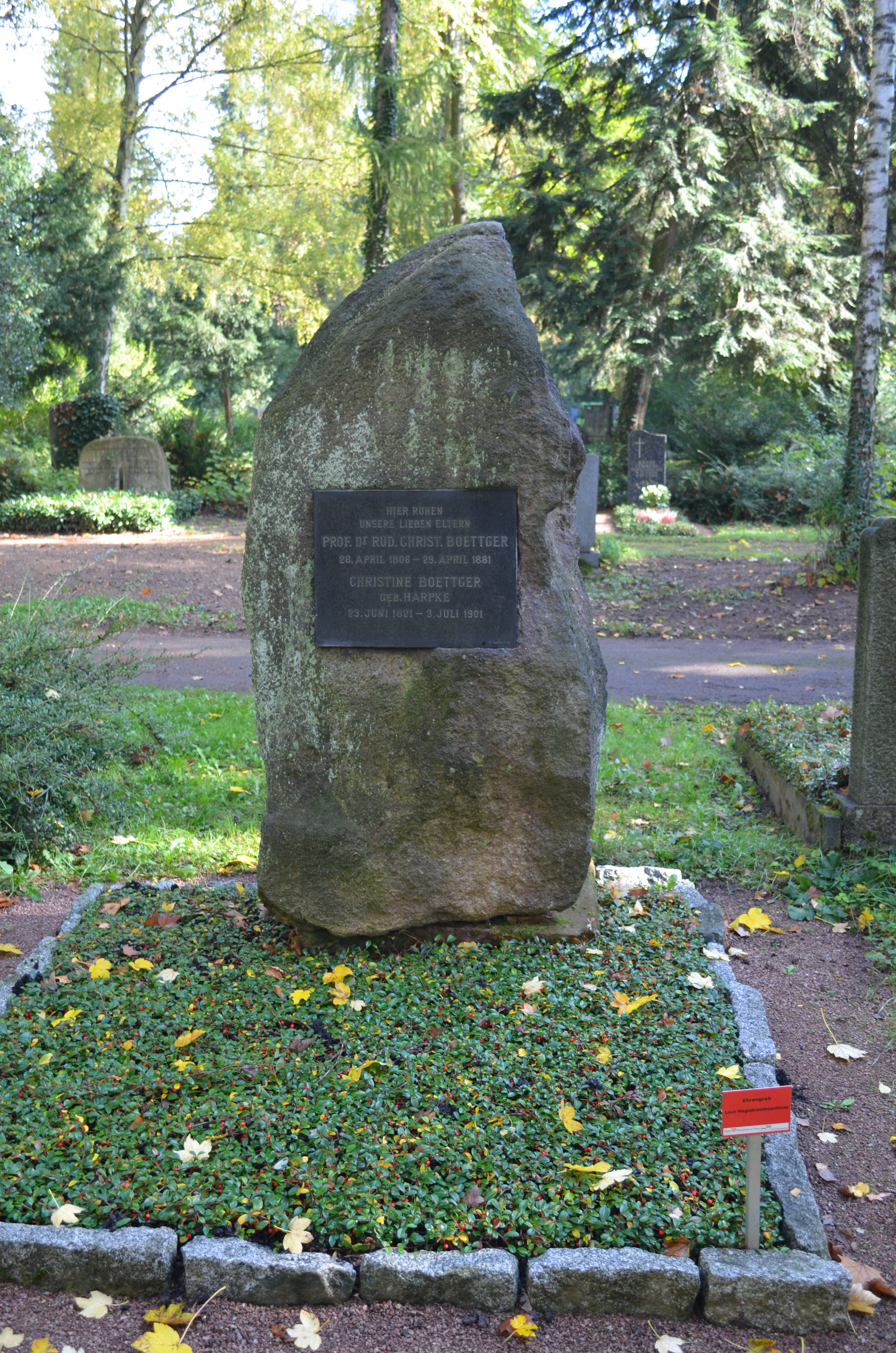
Ehrengrab auf dem Hauptfriedhof

Er studierte zunächst mit 18 Jahren Theologie in Halle an der Saale und beschäftigte sich mit den Naturwissenschaften lediglich am Rande. Im Alter von 22 Jahren übernahm er eine Stelle als Hauslehrer und Erzieher in Reifenstein und Mühlhausen/Thüringen. Doch dann entdeckte er seine eigentliche Berufung und studierte, nachdem er seine kirchliche Laufbahn ad acta gelegt hatte, ab 1831 Physik und Chemie.
Im Jahre 1835 wurde Böttger Lehrer für Physik und Chemie im Physikalischen Verein in Frankfurt und promovierte nur zwei Jahre später in Jena bei Johann Wolfgang Döbereiner. Nun begann die Zeit seines fruchtbarsten Schaffens. 1842 wurde er zum Professor ernannt. Trotz mehrerer Rufe, unter anderem nach Dorpat und Halle, blieb er zeitlebens auf seiner Frankfurter Stelle.
Er war der Vater des Paläontologen Oskar Boettger.

### Erfindungen
Er widmete sich besonders der angewandten Chemie und war an mehreren Erfindungen und Neuerungen federführend oder beteiligt:
- ein chemisches Verfahren zum Enthaaren in der Gerberei, Chirurgie und Kosmetik durch Calciumhydrogensulfid (1838)
- ebenfalls 1838 ein Phosphorstreichholz mit ruhigem, weniger explosivem Zündverhalten
- ab 1841 entwickelte er die von H. Jacobi (1837) erfundene Methode der Galvanoplastik weiter, um damit größere Objekte wie Denkmäler herzustellen
- ein elektrochemisches Verfahren zur Vernickelung (1842)
- zusammen mit August Bromeis entwickelte er eine neue Methode des Glasdruckes, die Hyalographie (1842)
- eine verbesserte Komposition für ruhig zündende Phosphorstreichhölzer (1843)
- 1846 entdeckte er die Schießbaumwolle (Cellulosenitrat) und das Kollodium.
- 1848 verbesserte er die Sicherheit der Sicherheitsstreichhölzer. Seine Mischung zündete allerdings schlechter als die der Konkurrenz und wurde zunächst kein Erfolg. Erst ab ca. 1860, als die Zündprobleme durch Zusätze kompensiert werden konnten, griffen die großen Hersteller die Idee wieder auf.[1]
- ein galvanisches Verfahren zum Platinieren und Versilbern von Glas (1852) sowie zur Vernickelung und Verstählung leicht oxidierbarer Metalle (1872–74).

Böttger verzichtete weitgehend auf Patente und veröffentlichte seine Forschungsergebnisse freizügig.

## Ehrungen und Mitgliedschaften

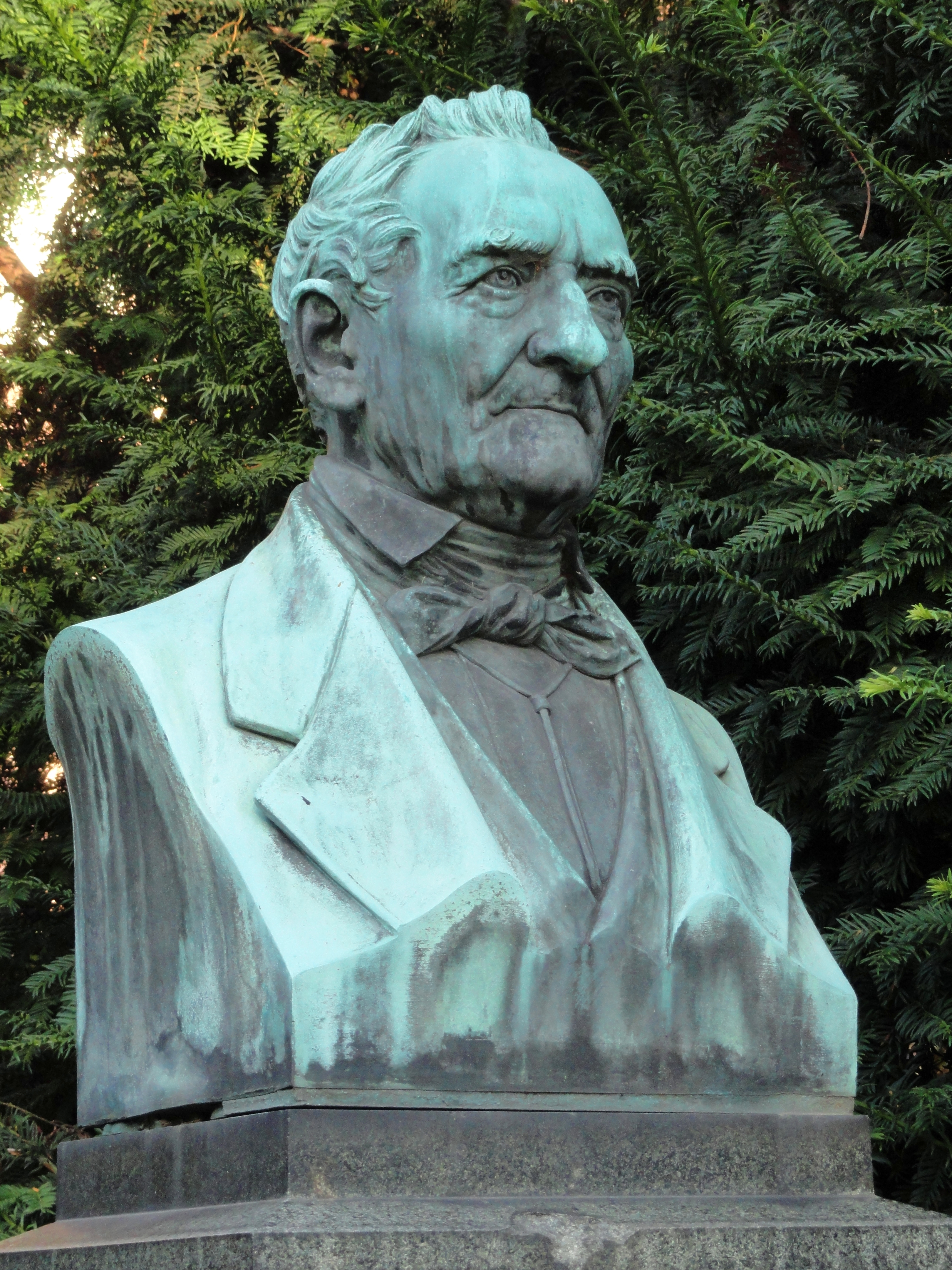
Bronzebüste vor dem Physikalischen Institut in Frankfurt am Main

- Böttger erhielt am 15. Dezember 1841 aus der Hand von König Christian VIII. von Dänemark als fünfter Träger die vom König neu gestiftete dänische Verdienstmedaille Ingenio et arti für seine galvanoplastischen Arbeiten.[2]
- Böttger war 1842 durch den Senar der Freien Stadt Frankfurt am Main zum Professor ernannt worden. Die Figuren des Gutenberg-Denkmals auf dem Roßmarkt, einem großen innerstädtischen Platz, wurden von ihm zwischen 1854 und 1858 galvanoplastisch ausgeführt.
- Böttgers Grab befindet sich auf dem Frankfurter Hauptfriedhof, Gewann J 751a. Nach ihm wurde die Böttgerstraße im Stadtteil Nordend benannt. Ein Relief an der Südfassade des Neuen Rathauses in der Limpurgergasse zeigt ihn als bedeutenden Techniker.
- Böttger wurde 1853 vom Österreichischen Kaiser der Orden der Eisernen Krone III. Klasse verliehen. Damit war das Recht verbunden, die Erhebung in den erblichen Ritterstand zu beantragen, auf das Böttger jedoch verzichtete. 1853 schenkte er dem Hofmineralienkabinett in Wien zum Dank eine Sammlung selbst hergestellter Kristalle.
- Den Wasa-Orden erhielt er vom Schwedischen König Oskar.
- 1880 wurde er zum Mitglied der Leopoldina gewählt.
- Eine Denkmalbüste schuf 1882 der Bildhauer Friedrich Schierholz. Sie steht heute vor dem Gebäude des Physikalischen Vereins in der Senckenberganlage.
- Ein Ölportrait Böttgers von Philipp Heyl befindet sich im Besitz der Dr. Senckenbergischen Stiftung.
- Ihm zu Ehren wurde am 18. Februar 2011[3] der Asteroid (251595) Rudolfböttger benannt.
- Als erste Kommune in Sachsen-Anhalt gründete 2004 seine Geburtsstadt Aschersleben eine Bildungsstiftung – die Rudolf Christian Boettger Stiftung.[4]